# Улица Твайка (Рига)
Улица Тва́йка (латыш. Tvaika iela) — улица в Северном районе города Риги, в историческом районе Саркандаугава. Начинается от развязки с улицами Дунтес, Тилта и Ганибу дамбис и пролегает параллельно старинному руслу ручья Саркандаугава, преимущественно в северном направлении. Заканчивается тупиком после пересечения с улицей Ледургас, недалеко от устья канала Милгравис.

## История
До 1885 года нынешняя улица Твайка была частью Пильной улицы (латыш. Tvaika Zāģētavas iela, нем. Dampfsägemühlenstrasse), включавшей также нынешнюю улицу Дунтес. Название Пильной улицы произошло от основанной в Саркандаугаве в 1819 году первой рижской паровой лесопильни и упоминается в списках городских улиц с 1861 года. В 1885 году эта улица была разделена на Дунтенгофскую (нем. Duntenhöfsche Strasse, латыш. Duntesmuižas iela) и Паровую (нем. Dampfstrasse, латыш. Tvaika iela) улицы. После провозглашения независимости Латвии латышский вариант названия улицы стал основным, иных переименований не было.
Первоначально Паровая улица пролегала только до Адзельской улицы (ныне улица Гауйиенас). В 1936 году улица была продлена путём присоединения части бывшей улицы Милгравья и обрела свои нынешние границы.

## Транспорт
Общая длина улицы Твайка составляет 3541 метр (самая длинная улица района Саркандаугава). Улица полностью асфальтирована, на всём протяжении разрешено движение в обоих направлениях.
По начальному отрезку улицы Твайка (до ул. Гауйиенас) курсирует автобус № 49. От пересечения с улицей Слиежу проходит трамвайная линия, имеется одноимённая остановка. В дальней части улицы эта линия становится однопутной; здесь находится конечная остановка трамвайного маршрута № 5 «Милгравис» с разворотным кольцом.
В 2020—2022 годах в районе перекрёстка с улицей Слиежу построен четырёхполосный путепровод через железнодорожную линию Земитаны — Скулте, соединяющий улицу Твайка с проспектом Виестура. Этот объект сдан в эксплуатацию 31 марта 2023 года и открыт для движения с 6 апреля. Планируется его продолжение от улицы Твайка до таможенного терминала на Кундзиньсале.

## Застройка
Улица застроена преимущественно производственными и складскими зданиями. Бо́льшую часть нечётной стороны занимает территория Рижского свободного порта.
- Дом № 2 — Рижский центр психиатрии и наркологии, открытый 21 сентября 1824 года как «богоугодное заведение на Александровской высоте» (как называлась эта местность в XVIII–XIX веках — по имени А. Д. Меншикова, ведшего отсюда обстрел Риги при осаде в 1710 году)[12], в последующем — Александровский дом для умалишённых[13], Рижская психоневрологическая больница[14]. Старейшие сохранившиеся корпуса построены в 1820—1824 гг., автор проекта — губернский архитектор Х. Ф. Брайткрайц[15].
- Дом № 7 — бывший Рижский деревообрабатывающий завод[16], ныне корпуса терминала «Man-Tess».
- Дом № 34 — бывший доходный дом Г. Дудде с магазинами (1912-1913, архитектор А. Ванагс).
- Дом № 44 — пивоваренный завод «Aldaris» (основан под названием «Waldschlösschen» в 1865 г.). Сохранились здания 1890—1891 годов с элементами неоготики, корпуса 1900 года в формах упрощённого модерна и более поздние постройки[17].

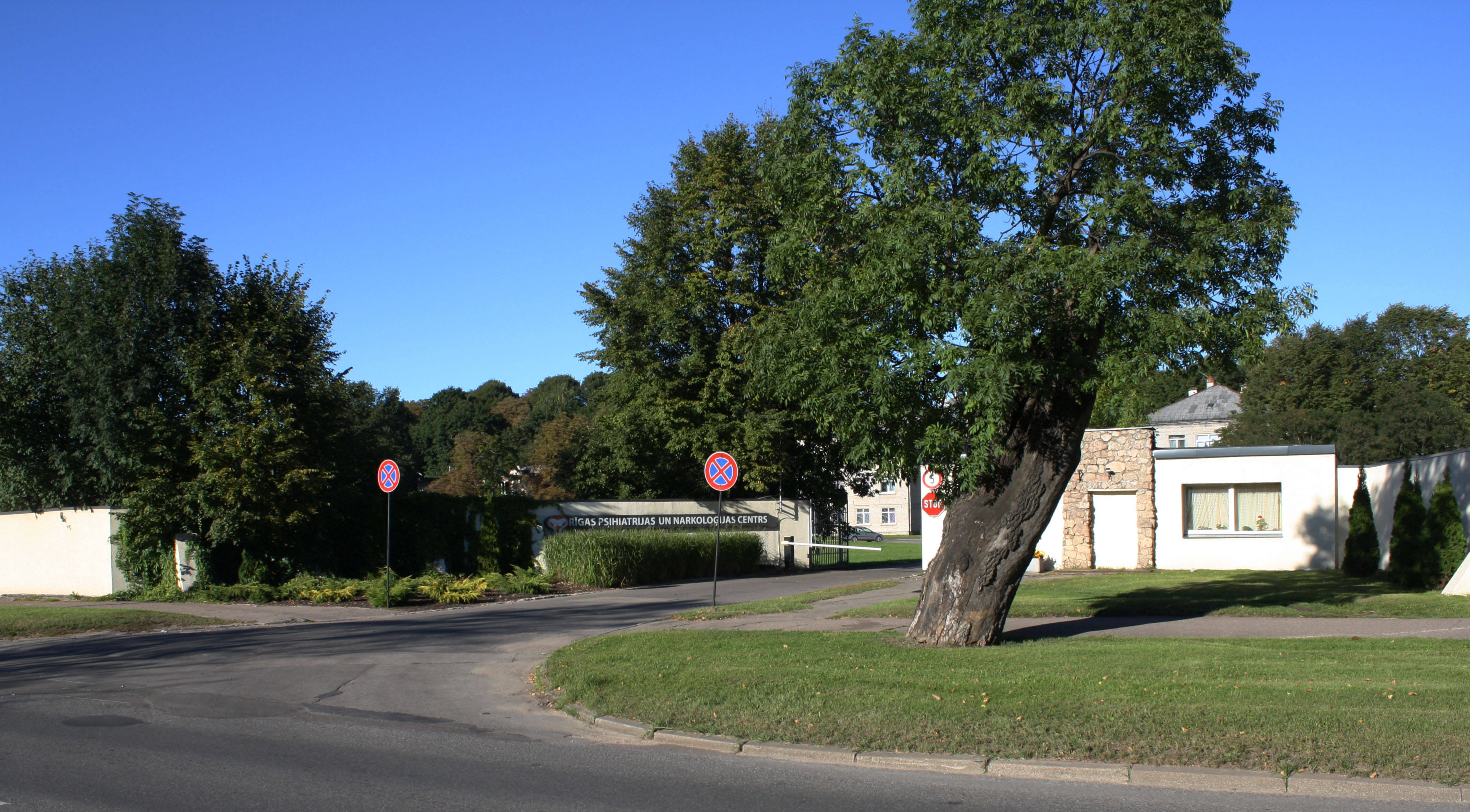
У Центра психиатрии и наркологии
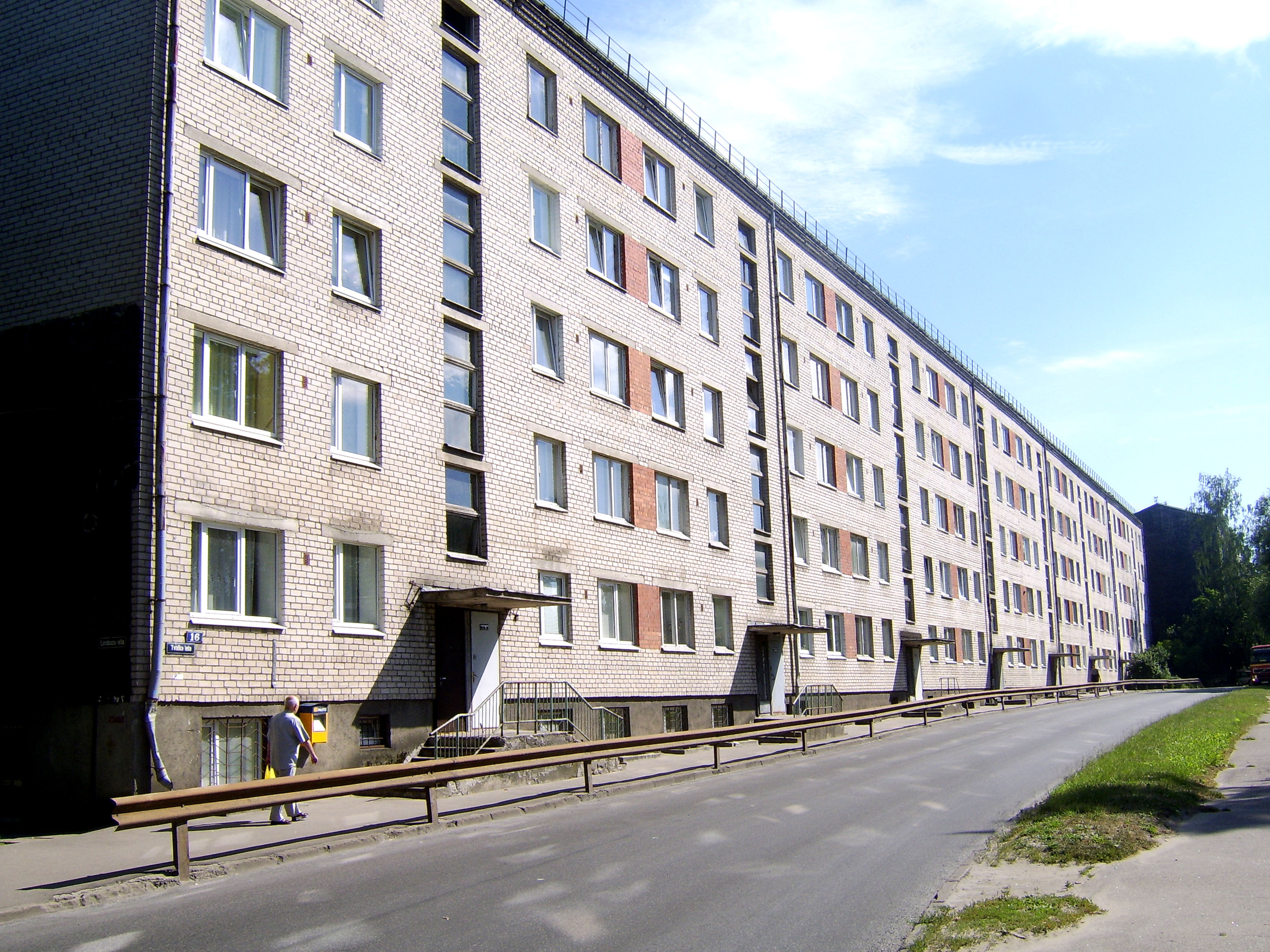
Дом № 16
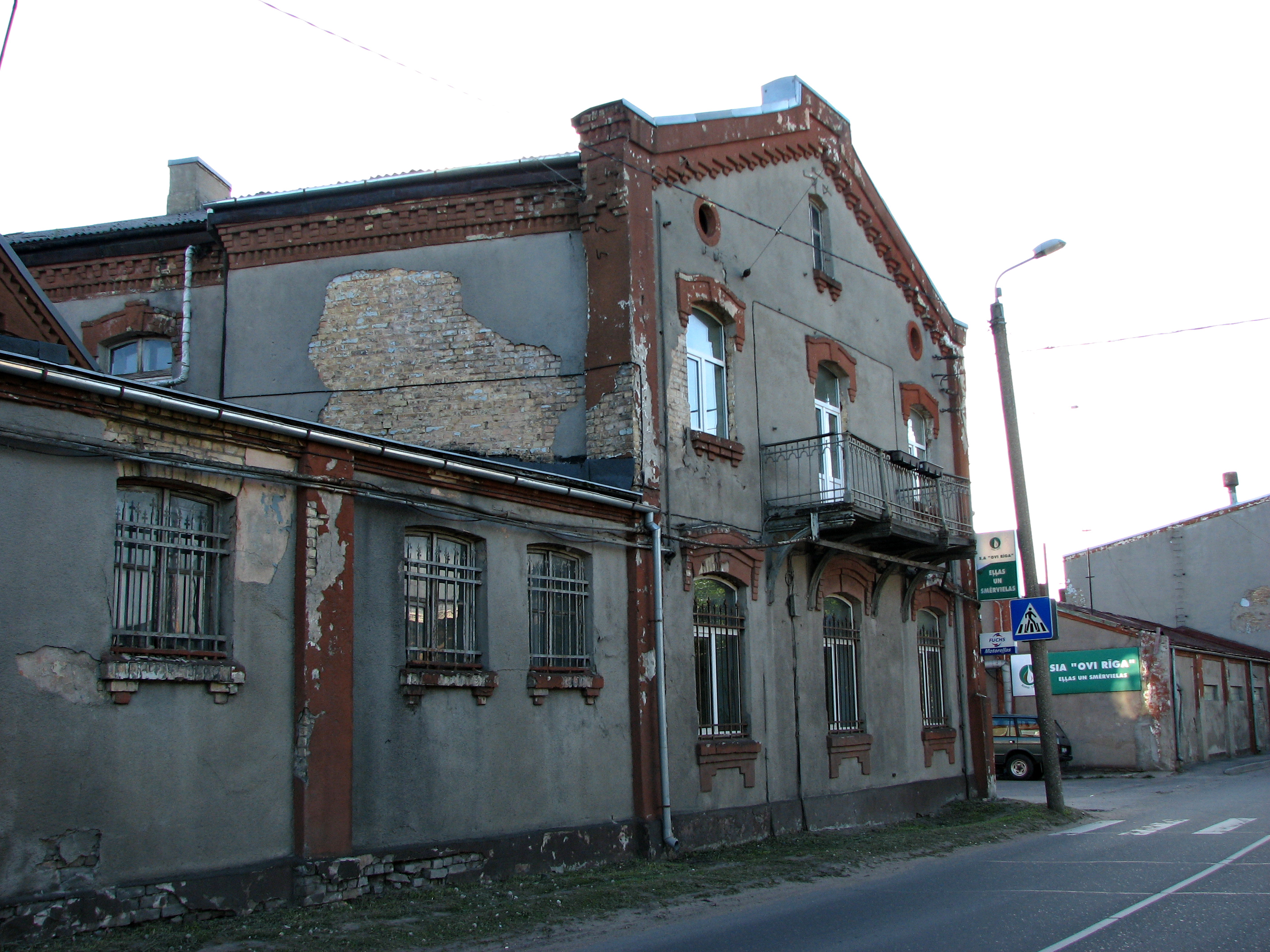
Дом № 33
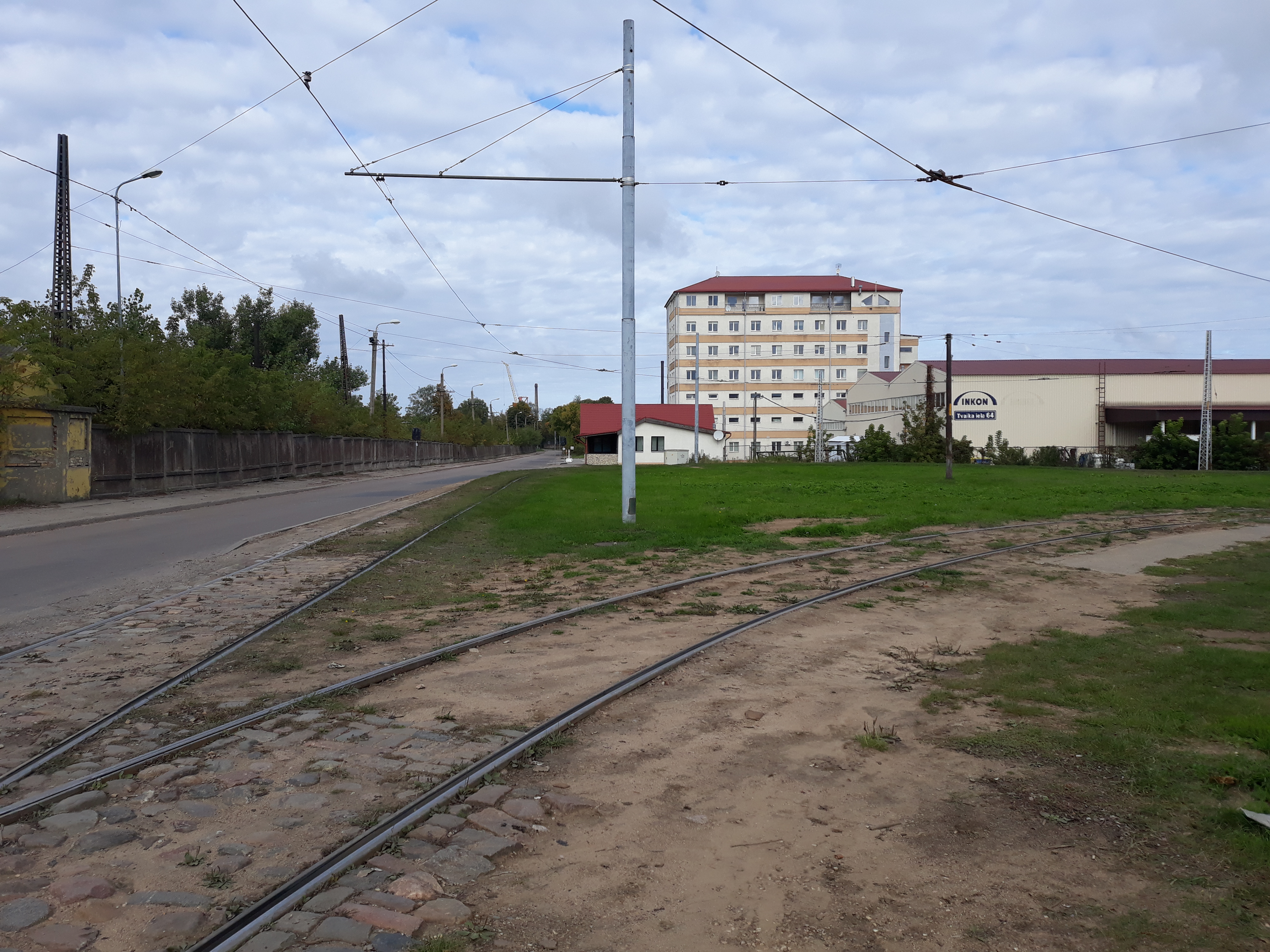
Дальняя часть улицы

## Прилегающие улицы
Улица Твайка пересекается со следующими улицами:
- Ганибу дамбис
- улица Дунтес
- улица Тилта
- улица Аптиекас
- улица Лимбажу
- улица Лапсту
- улица Загеру
- улица Гауйиенас
- улица Слиежу
- улица Эзера
- улица Дегвиелас
- улица Ледургас